# Subaru Tecnica International
Subaru Tecnica International (jap. スバルテクニカインターナショナル株式会社 Subaru Tekunika Intānashonaru Kabushiki-gaisha; STi) – dział Fuji Heavy Industries zajmujący się sportami motorowymi. STi specjalizuje się w przygotowywaniu samochodów do startów w rajdach (m.in. WRC). STi zostało założone w 1988 r. przez Fuji Heavy Industries, macierzystą spółkę Subaru.
STi zajmuje się tuningiem samochodów marki Subaru (przede wszystkim modelu Impreza).